# روبرت أرياس
روبرت أرياس (بالإسبانية: Robert Arias)‏ هو لاعب كرة قدم كوستاريكي في مركز الدفاع، ولد في 18 مارس 1980 في إيريذيا في كوستاريكا. شارك مع منتخب كوستاريكا لكرة القدم. أما مع النوادي، فقد لعب مع A.D. Municipal Pérez Zeledón ‏.

## وصلات خارجية
- روبرت أرياس على موقع قاعدة بيانات كرة القدم.إي يو (الإنجليزية)
- روبرت أرياس على موقع ناشيونال فوتبول تيمز (الإنجليزية)
- روبرت أرياس على موقع Soccerway.com (الإنجليزية)